# تشنغ ميان (دشت سر)
تشنغ میان (بالفارسية: چنگ‌میان) هي قرية تقع في إيران في قسم دشت سر الريفي. يقدر عدد سكانها بـ 355 نسمة بحسب إحصاء 2016.